# Mentlerboden
Mentlerboden, auch Mendlerboden, ist eine Rotte der Fraktion Bruggen in der Gemeinde St. Veit in Defereggen im Defereggental (Osttirol).

## Geographie
Mentlerboden liegt in 1280 Metern Höhe am Talboden des Defereggentals nördlich der Schwarzach. Nördlich an den Abhängen des Gritzer Hörndle befindet sich die Rotte Gassen mit Stemmering (beides Fraktion Gassen), westlich, getrennt durch die Gassen Mure liegt die Rotte Feld (Fraktion Bruggen). Südlich bzw. am gegenüberliegenden Ufer der Schwarzach besteht die Siedlung Abersboden.
Mentlerboden besteht aus 14 Häusern (Stand Juli 2022), die sich alle nördlich der Defereggentalstraße befinden. Ursprünglich bestand der Ort nur aus einigen Bauernhöfen, von denen die Hofstellen Bartelis (Bruggen 31), Bocher (Bruggen 32), Waschisn (Bruggen 33) und der namengebende, etwas abseits gelegene Bauernhof Mentler (Bruggen 35) noch bebaut sind. Hinzu kamen erst später mehrere Wohngebäude. Einzig erhaltener landwirtschaftlicher Betrieb ist der Bauernhof Mentler.

## Geschichte
Die Besiedelung im Bereich der Rotte Mentlerboden geht wohl auf die Schwaige (Urhof) „Im Bach“ zurück, die der Grundherrschaft des Benefiziums Erasmuskapelle in Taisten unterstand. Der westliche Teil der Schwaige gehörte hingegen der Grundherrschaft der Herren von Hebenstreit. Auch im 19. Jahrhundert wurde die Siedlung noch als Bach bezeichnet.
Mentlerboden wurde lange Zeit bei Volkszählungen nicht extra ausgewiesen, sondern bei Bruggen eingerechnet. Erst 1951 wird die Ortschaft als Streusiedlung mit 10 Häusern und 52 Einwohnern ausgewiesen. 1961 wird Mentlerboden als Streusiedlung mit nur noch vier Häusern und 28 Einwohnern verzeichnet, 1981 mit fünf Häusern und 22 Einwohnern. 1991 wurden in Menterboden acht Gebäude, ein land- bzw. forstwirtschaftlicher Betrieb, 15 Haushalte und 46 Einwohner verzeichnet, wobei der Einzelhof Mentler mit einberechnet wurde. In der letzten Ausgabe der Ortsverzeichnisse 2001 klassifizierte die Statistik Austria Mentlerboden als Rotte.

## Sakrale Kunst

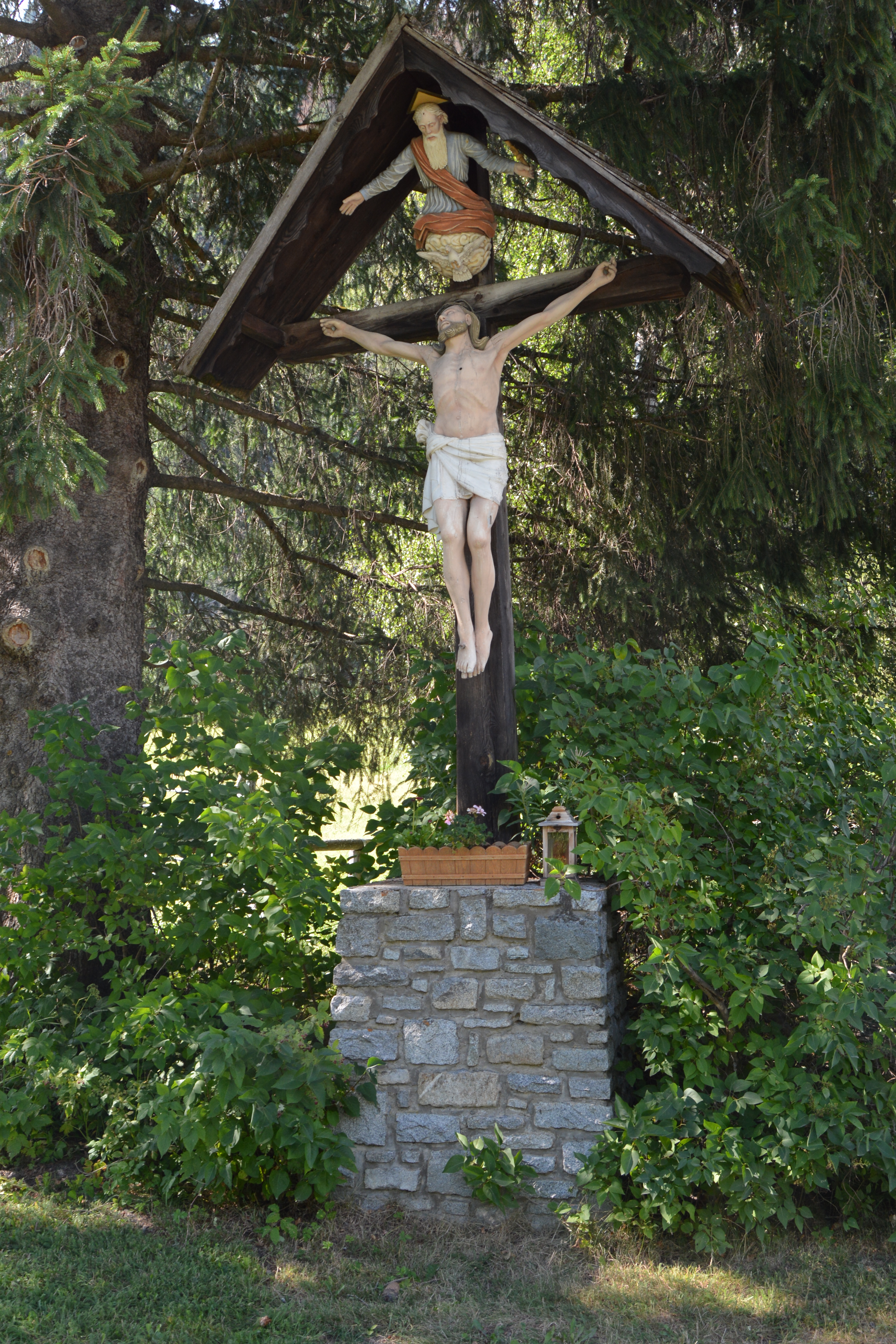
Wegkreuz Mentler (2022)

In Mentlerboden haben sich keine historisch wertvollen Bauwerke erhalten, auch fehlen jegliche sakrale Gebäude. Nur neben dem Bauernhof Mentler findet sich ein Wegkreuz, das 1871 geschaffen wurde. Das Wegkreuz auf gemauertem Sockel unter brettergedecktem Satteldach zeigt einen vollplastischen Corpus im Dreinageltypus mit den beiden Assistenzfiguren des Gottvaters mit Zepter und der Heilig-Geisttaube auf einer Wolke thronend.